# Fred Thomas
Fred Thomas, (Amsterdam, 25 december 1906 - aldaar, 13 april 1959) was een Nederlands journalist en auteur van voornamelijk streekromans. 

## Leven en werk
Thomas werd in Amsterdam geboren. Hij was de vader van de Nederlandse journalist en correspondent van het NOS-journaal Haye Thomas.

Tijdens zijn journalistieke leven werkte hij bij het dagblad De Tijd. ook verschenen er artikelen van zijn hand in het weekblad Panorama.
Hij overleed op 52-jarige leeftijd.